# Barleria aenea
Barleria aenea är en akantusväxtart som beskrevs av I.Darbysh.. Barleria aenea ingår i släktet Barleria och familjen akantusväxter. Inga underarter finns listade i Catalogue of Life.